# Savignac-les-Ormeaux
Savignac-les-Ormeaux é uma comuna francesa na região administrativa de Occitânia, no departamento de Ariège. Estende-se por uma área de 28,31 km². Em 2010 a comuna tinha 394 habitantes (densidade: 13,9 hab./km²).